# Арутюнян Ашот Михайлович
Ашот Михайлович Арутюнян (нар. 1 червня 1956, Єреван) — радянський і український художник, фотограф, дизайнер, книговидавець. Заслужений діяч мистецтв України.

## Біографія
Ашот Арутюнян народився 1 червня 1956 року в Єревані. У Єревані закінчив художню школу, а потім і Криворізьке авіаучилище спецслужб. Потім в 1977 році переїхав у Київ і закінчив Київський театральний інститут імені І. Карпенка-Карого.
Художник багато років працював в столичних кінотеатрах «Кінопанорама», «Київ» - створював афіші з незвичайними для тих часів елементами в стилі сюрреалізму, які були родзинкою кінотеатру і ними милувалися всі кіномани Києва. Ашот також малював афіші для об'єднання «Кінопрокат», кіноплакати і політичні плакати для В/О «Совекспортфільм». Неодноразово художник-оформлювач Ашот Арутюнян брав участь в міжнародних конкурсах плакатів, часто про його нестандартні афіші журналісти писали статті в газетах, знімали телепрограми. У той час афіши до фільмів не виготовляли в друкарнях, вони створювалися художниками від руки. Тож кожна афіша Ашота була унікальним твором мистецтва - з портретами знаменитих акторів і фрагментами з сюжетів фільмів, тому не дивно, що їх часто крали зі стендів ...
У 1987 році Ашот відкрив першу на території України (другу в СРСР) приватну кооперативну рекламну агенцію «Ракурс». Вперше Ашот розмістив рекламу напою «Пепсі-коли» на громадському транспорті, на мостах, на будівлі ЦУМу, в 1989 році вивісив перший білборд біля кінотеатру «Дружба» по вул. Хрещатик в Києві.
Після поїздки в США в 1993 році Ашот відкрив ресторан преміум-класу «Наполеон», надихнувшись відвідуванням американського ресторану одного рекламного агентства. Ресторан «Наполеон» розташовувався в центрі міста Києва на вул. Шота Руставелі. Ресторан став статусним місцем і був популярним серед представників тогочасної української «буржуазії» та культурної богеми, яка зароджувалася в Україні після розпаду СРСР. Ашот відтворив в залах ресторану атмосферу епохи Наполеона - оксамит, мармур, картини, дорогий посуд, камзоли персоналу і вишукані страви. Життя цього шикарного ресторану в стилі імперської пишноти, на жаль, завершилося в період бандитського розбою та переділу власності. На згадку про ресторан у художника дома залишився міні-музей Наполеона, де зберігаються медалі, шаблі, вцілілий фарфор і величний портрет імператора Наполеона, який для ресторану художник писав сам.
З 1997 року Ашот Арутюнян почав видавничу діяльність. У той період в Україні книговидання прийшло у занепад. Ашот накопичив багато ідей для створення фотоальбомів, в яких показував життя відомих людей в фотографіях (космонавт Каденюк Л., президент Кучма Л. та ін.), історію національних навчальних закладів (КНУ ім. Т. Шевченка), історичні події Другої світової війни та революційні події в Україні 2005 року, історію та красу Києва, мальовничу природу і архітектуру України. Художник Ашот Арутюнян більшу частину свого життя живе в Україні, віддано любить Київ і захоплений його історією. Він присвятив улюбленому місту 4 авторських фотоальбома, де зібрав унікальні архівні фотографії. На сторінках книг Ашота про Київ читач зможе побачити історію та архітектуру старого Києва, яка вже безповоротно втрачена.
У 2013 році з початком акцій протесту і революційних подій Євромайдану Ашот починає роботу над серією тематичних картин «Посміхайтеся, панове!». У жовтні 2014 художник провів виставку "ПТН ПНХ". На своїх полотнах Ашот через художню метафору і алегорію зображає політичні проблеми часу, знімає маски з багатьох персонажів, з іронією і сарказмом показує відносини і події, що відбуваються в правлячих колах.
В даний час художник займається виключно живописом, створює тематичні картини, портрети, пейзажі, натюрморти маслом. Особливістю картин Ашота є талант з фотографічною точністю передавати риси обличчя, зображати тонкощі інтер'єру, предметів і жваво передавати на полотні красу природи. Щоб мистецтво було близько до кожної людини, Ашот виконує портрети на замовлення, робить картини на подарунок до урочистих сімейних подій. Якщо замовники звертаються з проханням створити портрети членів сім'ї для родового дерева та початку фамільної портретної галереї, то художник береться за виконання портрета за старими фото, доповненюючи їх історичними деталями, костюмами епохи.
У 2018 році художник почав працювати над серією картин «Героям слава!», присвяченим бійцям АТО - героям війни, які ціною свого життя захищають країну від російської збройної агресії на сході України.
У мріях і планах художника створення приватної галереї, де відвідувачі змогли б побачити картини вживу і поспілкуватися з самим художником.    

## Книги
- «Мальовнична Україна» (1997)
- «Леонід Кучма. Президент України» (1998)
- «Леонід Каденюк: «Я твій син, Україно!» (1998)
- «Лівія» (1999)
- «Київ» (2000)
- «Київ вчора і сьогодні» (2002) [Архівовано 30 вересня 2019 у Wayback Machine.]
- «Леонід Кучма» (2003)
- «Київський Національний університет імені Тараса Шевченка» (2004)
- «Київ на старій поштовій листівці» (2005)
- «Маріїнський палац у Києві» (2005)
- «Старий Київ» (2005)
- «Так, Україно!» (2005)
- «Віктор Черномирдін. П'ять років в Україні» (2006)
- «Вікопомний подвиг» (2006)
- «Країна, якої немає…» (2007)
- «Киев в ХХ веке» (2008).

## Персональні виставки
У 2014 році пройшла персональна виставка Ашота під назвою «ПТН ПНХ» На одному з полотен майстра відображена пам'ятна бійка в Раді, яка відбулася в грудні 2012-го року.